# Mundolinco
A mundolinco egy mesterséges nyelv, melyet a holland író J. Braakman hozott létre 1888-ban. Figyelemreméltó mint a legelső eszperantidó, azaz a legelső eszperantóból kialakult nyelv.
Az eszperantóhoz viszonyított fontosabb változtatások közé tartozik a melléknevek és határozószavak -e végződéssel való egyesítése (az eszperantó a mellékneveknél -a végződést, míg a határozószóknál -e végződést használ), igeragozási változtatások, a latin eredetű szótövek számának növekedése és az új toldalékok létrejötte, mint például a felsőfokú -osim- míg az eszperantó a plej viszonyszót használja.
A számok egytől tízig: un, du, tres, cvarto, cvinto, siso, septo, octo, nono, desem.
Az ábécéjében nincsenek ékezetek.

## Példa
- Mundolinco:

Digne Amiso! Hodie mi factos conesso con el nove universe linco del sinjoro Braakman. Mi perstudies ho linco presimente en cvinto hori ! … Ce ho linco essos el fasilosime del mundo…
- Eszperantó:

Digna Amiko! Hodiaŭ mi ekkonis la novan universalan lingvon de sinjoro Braakman. Mi pristudis tiun lingvon rapide en kvin horoj! … Ĉi tiu lingvo estas la plej facila de la mondo…
- Magyar:

Tisztelt barátaim! Ma tudomást szereztem Braakman úr új univerzális nyelvéről. A nyelvet gyorsan, öt óra alatt megtanultam! … Ez a nyelv a legegyszerűbb a világon…

## Fordítás
- Ez a szócikk részben vagy egészben  a   Mundolinco című angol Wikipédia-szócikk fordításán alapul.  Az eredeti cikk szerkesztőit annak laptörténete sorolja fel. Ez a jelzés csupán a megfogalmazás eredetét és a szerzői jogokat jelzi, nem szolgál a cikkben szereplő információk forrásmegjelöléseként.